# إيفلين أينشتاين
إيفلين أينشتاين (بالإنجليزية: Evelyn Einstein)‏ (28 مارس 1941 - 13 أبريل 2011) كانت ابنة هانز ألبرت أينشتاين بالتبني ابن ألبرت أينشتاين.